# Renski slapovi
Renski slapovi so največji slapovi v Evropi. So na reki Ren, v Švici, okoli 4 km jugozahodno od mesta Schaffhausen. Desna obala slapov je na ozemlju občine Neuhausen am Rheinfall, v kantonu Schaffhausen, medtem ko je leva obalana ozemlju občine Laufen-Uhwiesen, v kantonu Zürich.
Najvišja višina slapov je 23 m, medtem, ko je širina slapov okoli 150 m. Povprečni pretok reke preko slapov v zimskih mesecih znaša 250 m³/s in v letnih mesecih okoli 700 m³/s. Najmanjši pretok so zabeležili leta 1921 95 m³/s, največji pa je bil zabeležen leta 1965 1.250 m³/s.
Skale Renskih slapov onemogočajo vzpon rib prek slapov, razen jeguljam, ki so sposobne prečkati slapove po vodnem toku.

## Geologija
Renski slapovi so se oblikovali v zadnji ledeni dobi, pred približno 14.000 do 17.000 leti z erozijo odpornih kamnin v zoženi strugi. V prvi ledeni dobi pred približno 500.000 leti so se ustvarili zametki današnje reliefne oblike. Do konca obdobja pred približno 132.000 leti,  je reka Ren tekla zahodno od Schaffhausna mimo današnjega naselja Klettgau. To prejšnjo strugo so kasneje zapolnili s peskom.
V času poledenitve, je Ren potisnilo daleč na jug, tako da sedanji tok poteka po podlagi jurskega apnenca. Ker je reka tekla čez tako trd apnenec in enostavno izpran gramoz iz prejšnjih glaciacij, je sedanji slap nastal pred približno 14.000 do 17.000 leti. Velika skala sredi slapov (Rheinfallfelsen), je tako ostanek prvotne apnenčaste pečine nekdanjega kanala. Skala je ostala skoraj nespremenjena, ker po Renu priteče razmeroma malo sedimenta iz Bodenskega jezera.

## Ekonomija
Na severni strani slapov je bil  v 17. stoletju zgrajen plavž za taljenje železove rude najdene v apnencu. Ta je bil v uporabi vse do prve polovice 19. stoletja. Leta 1887 je železarna zaprosila za dovoljenje, da preusmeri med petino do polovico toka reke za potrebe proizvodnje električne energije. A so Švicarska planinska zveza skupaj s Schweizerische Naturforschende Gesellschaft (Švicarsko združenje naravoslovcev) in več znanstvenimi društvi nasprotovali načrtu.
Leta 1913 je potekal mednarodni natečaj za najboljši načrt za plovno pot med Baslom in Bodenskim jezerom.
Leta 1919 je bila sprejeta odločitev, da mora vsako podjetje, ki želi graditi elektrarne v severni Švici, da mora (tudi elektrarna na Renskih slapovih) "služiti gospodarskim interesom javnosti".
Leta 1944 je švicarski  državni svet izdal dovoljenje za gradnjo predlagane elektrarne. Dovoljenje je pričelo veljati 1. februarja 1948, z gradnjo pa so pričeli leta 1952. Toda leta 1951 je Neuen Helvetischen Gesellschaft (Nova švicarska družba), pod vodstvom Emila Eglija, zbrala 150.000 podpisov švicarskih državljanov pod peticijo proti projektu izgradnje elektrarne. Med podpisniki je bilo 49 znanih državljanov, vključno s Hermannom Hessejem in Carlom Jacobom Burckhardtom. Pobuda ni ustavila projekta elektrarne, vendar je učinkovito preprečevala vse prihodnje hidroelektrarne in druge projekte na zgornjem toku reke Ren do danes.
Danes se slapovi še vedno preučujejo za potrebe projektov eventualnih izgradenj hidroelektrarn. Če bi bil uporabljen celoten pretok vode slapov, bi tako pridobljena energija znašala v povprečju približno 50 MW. Ekonomska vrednost slapov kot turistične atrakcije je tako lahko večja.

## Turizem
Najbližje naselje je Neuhausen am Rheinfall, kjer si lahko turisti ogledajo grad Worth. Z barko se lahko prepeljejo prek Rena do slapov in Velike skale. Obstajajo tudi ploščadi s pogledom slapove zgrajene na obeh obalah Rena. Te so dostopne prek strmih in ozkih stopnicah, zgrajeno pa je tudi dvigalo. Številne restavracije se nahajajo v Schloss Laufen, Schloss Wörth in parku Rheinfall.
Dostop do področja Renskih slapov je možen z avtomobilom, kolesom in sredstvi javnega prevoza (železniške postaje SBB Neuhausen am Rheinfall na severni strani slapov in SBB železniške postaje Schloss Laufen am Rheinfall na južnem bregu reke). Velika plačljiva parkirišča se nahajajo na obeh straneh slapov.
V 19. stoletju  je slikar J. M. W. Turner naredil več študij in večje slike slapov, lirski pesnik Eduard Mörike (1804 do 1875) pa je opisal slapove:
Halte dein Herz, o Wanderer, fest in gewaltigen Händen!
Mir entstürzte vor Lust zitternd das meinige fast.
Rastlos donnernde Massen auf donnernde Massen geworfen,
Ohr und Auge, wohin retten sie sich im Tumult?
Leta 1840 je angleška pisateljica Mary Shelley (1797 do 1851) med potovanjem s svojim sinom po Evropi obiskala slapove. Svoj obisk je opisala v pripovedi, ki je bila objavljena leta 1844 v nemščini in v Italiji.